# Stagonopleura guttata
El diamante moteado (Stagonopleura guttata) es una especie de ave paseriforme de la familia Estrildidae endémica del sudeste de Australia.

## Descripción

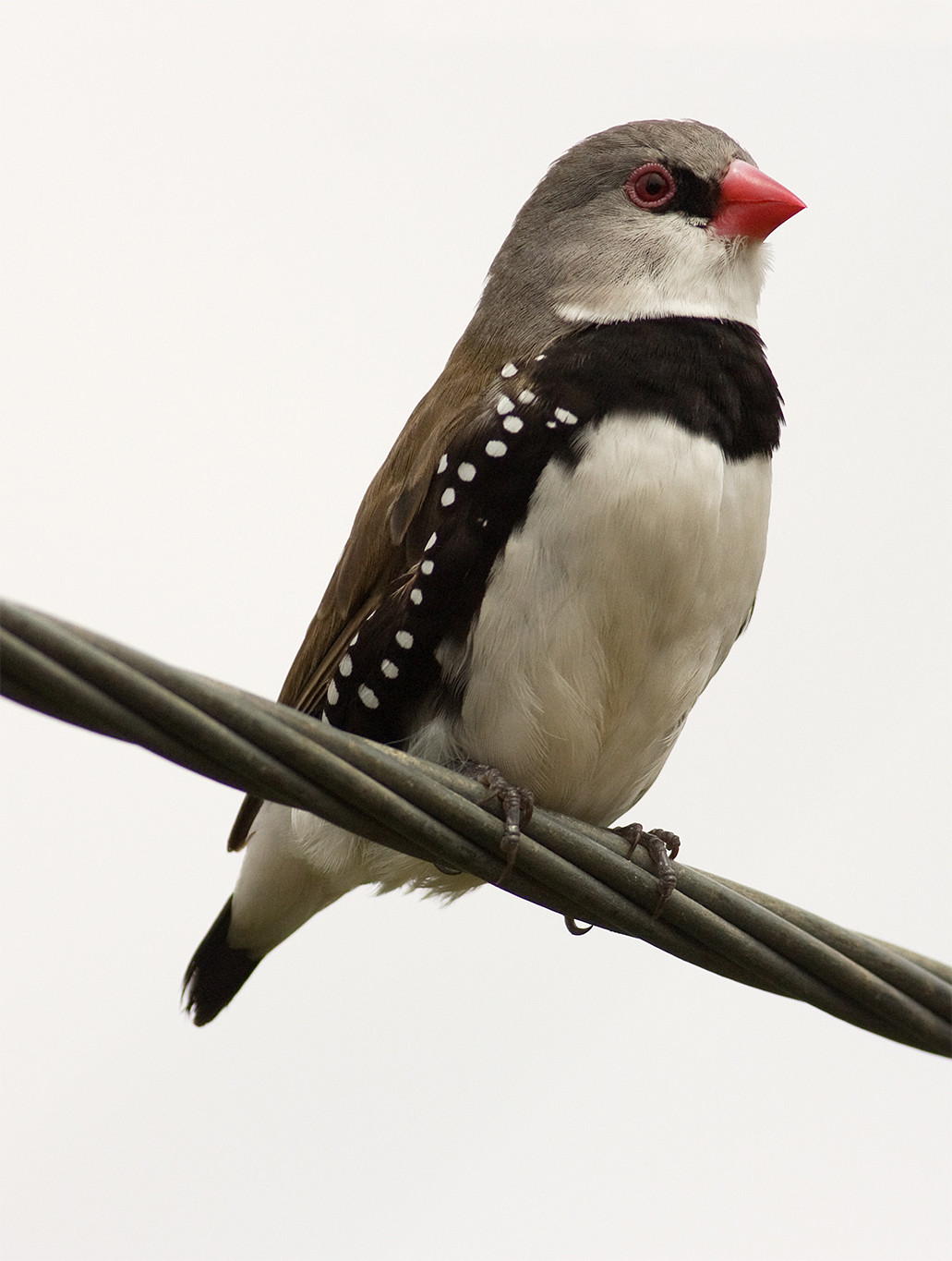

El diamante moteado tiene el pico, los ojos, el obispillo y la base de color rojo intenso. Su píleo y nuca son de color gris, y el resto de partes superiores es de color castaño, excepto la cola que es negruzca. Sus partes inferiores son de color blanco, salvo una ancha banda negra en la parte superior del pecho que se extiende por los flancos, y que en ellos está salpicada de grandes motas blancas redondeadas. Presenta el lorum negro, separando el gris de la parte superior de la cabeza del blanco de la garganta y mejillas. 

## Distribución y hábitat
Se encuentra en el sureste de Australia desde la península de Eyre, en Australia Meridional, hasta el sureste de Queensland, siendo abundante en las laderas de la Gran Cordillera Divisoria. Este pájaro vive en los bosques de eucaliptos, zonas de matorral y herbazales.

## Comportamiento

### Alimentación
Se alimenta principalmente de frutos y semillas. También consume algunos insectos y sus larvas. Pasa gran parte de su tiempo en el suelo buscando semillas e insectos para alimentares.

### Reproducción
El macho atrae la atención de la hembra llevando una brizna de hierba en el pico mientras canta e inclinándose de arriba abajo. Tanto el macho como la hembra aportan materiales al nido pero solo la hembra se encarga de construirlo, entretejiendo hierbas y fibras. La época de cría del diamante moteado. Suelen poner de cuatro a seis huevos que la hembra incuba durante 14 días. Los polluelos suelen dejar el nido 21 días después de la eclosión.

## Avicultura
Es un pájaro usado comúnmente en aviculutura. Enjaulado es agresivo con pájaros de otras especies.

### Mutaciones
Existen unas cuantas mutaciones de color de diamante moteado. Una de ellas produce que el obispillo y la parte superior de la cola sean naranjas en lugar de rojos. Otras mutaciones producen manchas blancas en las partes superiores.